# Eric Bailly
Eric Bertrand Bailly (* 12. April 1994 in Bingerville) ist ein ivorischer Fußballspieler. Der Innenverteidiger ist ivorischer Nationalspieler.

## Karriere

### Vereine
Bailly rückte 2013 bei Espanyol Barcelona von der Jugend auf und stand zunächst im Kader der zweiten Mannschaft. Für diese debütierte er am 29. September 2013 beim 2:1-Sieg im Heimspiel gegen Levante UD B. Ab der Saison 2014/15 stand Bailly auch im Kader der ersten Mannschaft. Zu seinem ersten Einsatz in der Primera División kam er am 5. Oktober 2014 beim 2:0-Sieg im Heimspiel gegen Real Sociedad San Sebastián.
Ende Januar 2015 wechselte Bailly zum FC Villarreal. Er erhielt einen Vertrag bis zum 30. Juni 2020. Bis Saisonende kam er zehnmal zum Einsatz und belegte mit Villarreal den sechsten Tabellenplatz. In der Spielzeit 2015/16 spielte er 25-mal in der Liga und wurde mit der Mannschaft Tabellenvierter. In der Europa League kam er siebenmal zum Einsatz und erreichte mit dem Verein das Halbfinale.
Zur Saison 2016/17 wechselte Bailly zum englischen Rekordmeister Manchester United, bei dem er einen Vierjahresvertrag unterschrieb. Mit dem Verein gewann er in der Saison den FA Community Shield, den League Cup sowie die UEFA Europa League. Am 2. Spieltag der Premier-League-Saison 2017/18 erzielte Bailly beim 4:0-Sieg gegen Swansea City sein erstes Tor für die Red Devils.
Im August 2022 wurde er für den Rest der Saison 2022/23 an Olympique Marseille verliehen.
Im September 2023 wechselte er zu Beşiktaş Istanbul und unterschrieb dort einen Vertrag bis 2024. Sein Vertrag dort wurde bereits im Dezember 2023 wieder aufgelöst. Im Anschluss daran kehrte er zum FC Villarreal zurück und unterschrieb dort einen Vertrag bis 2025.

### Nationalmannschaft
Eric Bailly kam am 11. Januar 2015 beim 1:0-Sieg im Freundschaftsspiel gegen Nigeria zu seinem Debüt in der ivorischen Nationalmannschaft. Von Trainer Hervé Renard wurde er im Januar 2015 in den ivorischen Kader für die Afrikameisterschaft berufen. Dabei kam er in allen sechs Spielen seiner Mannschaft zum Einsatz und wurde am 8. Februar 2015 durch einen Finalsieg im Elfmeterschießen gegen Ghana Afrikameister.
Bei der Afrikameisterschaft 2017 in Gabun gehörte Bailly ebenfalls zum ivorischen Aufgebot. Das Team schied als Titelverteidiger mit zwei Punkten aus dem Turnier.
Anfang Juli 2021 wurde Bailly in den Kader der ivorischen Olympiaauswahl für das Fußballturnier der Olympischen Sommerspiele 2021 berufen.

## Erfolge
Manchester United
- FA-Community-Shield-Sieger: 2016
- EFL-Cup-Sieger: 2017
- Europa-League-Sieger: 2017

Nationalmannschaft
- Afrikameister: 2015